# Hrabství Clare
Hrabství Clare (irsky Contae an Chláir, anglicky County Clare) je irské hrabství, nacházející se na západě země v bývalé provincii Munster. Sousedí s hrabstvím Galway na severu, s hrabstvím Limerick na jihu a hrabstvím Tipperary na východě. Západní pobřeží omývá Atlantský oceán a proto zde panuje extrémně oceánické podnebí.
Hlavním městem hrabství je Ennis. Hrabství má rozlohu 3450 km² a žije v něm přibližně 117 tisíc obyvatel. Na východě hrabství se nachází jezero Derg na řece Shannon.
Mezi zajímavá místa patří oblast Burrenu, Moherské útesy (Cliffs of Moher) nebo dolmen Poulnabrone.
Dvoupísmenná zkratka hrabství, používaná zejména na SPZ, je CE.

## Města a obce hrabství
Hrabství se skládá ze 4 měst, 61 obcí a 9 oblastí.

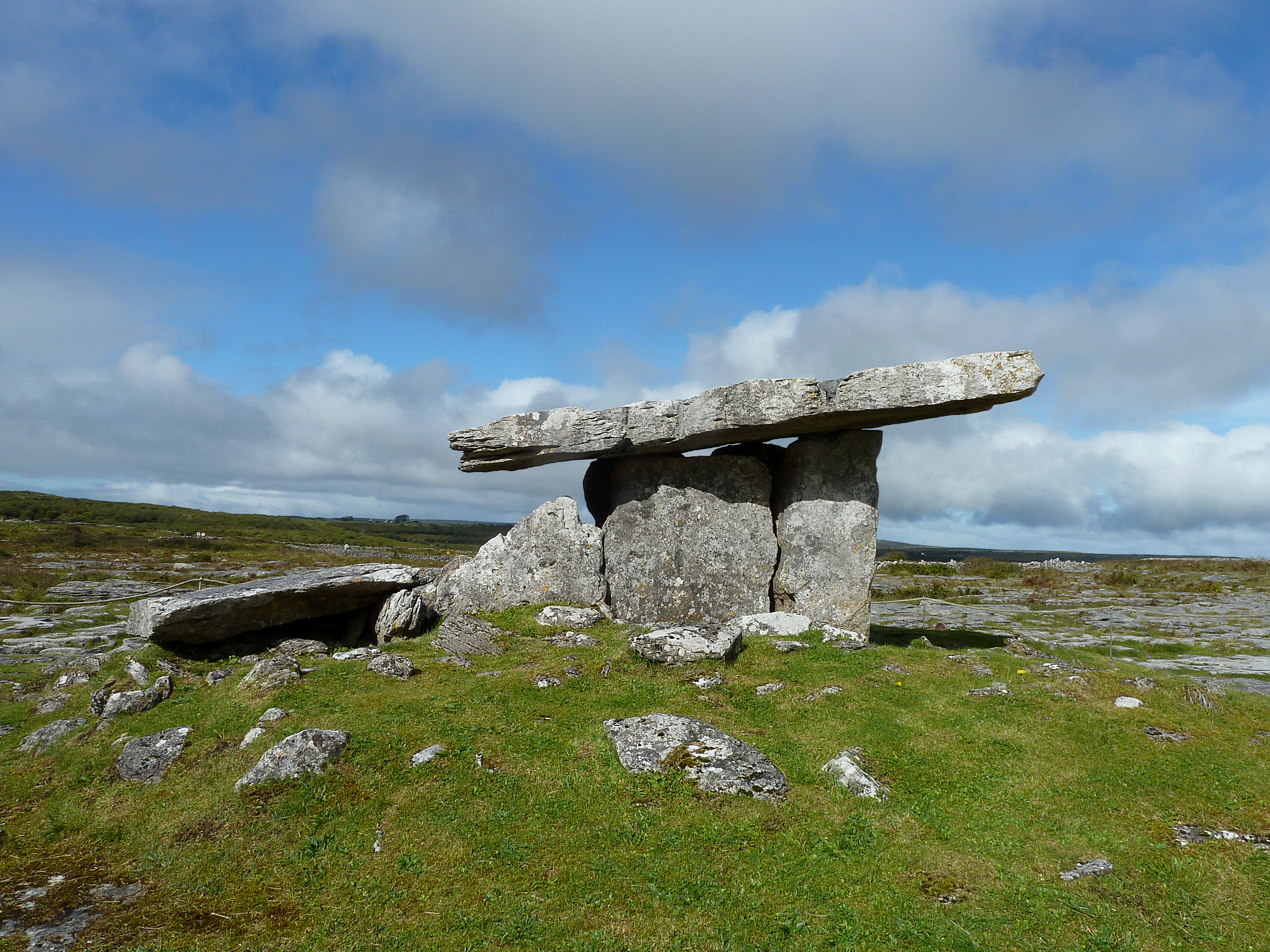
Půlnabronský dolmen v Burrenu

Města jsou následující: Ennis, Kilkee, Kilrush a Shannon.
Obce jsou následující: Ardnacrusha, Aughinish, Ballynacally, Ballyvaughan, Barefield, Bodyke, Bridgetown, Broadford, Cahiracon, Carrigaholt, Clarecastle, Clonlara, Cloonanaha, Connolly, Cooraclare, Coore, Corofin, Cratloe, Cree, Cross, Crusheen, Doolin, Doonaha, Doonbeg, Ennistimon, Fanore, Feakle, Hurlers Cross, Inagh, Ivarstown, Kilbaha, Kildysart, Kilfenora, Kilkishen, Killaloe, Killimer, Kilmihil, Kilnamona, Knock, Labasheeda, Lahinch, Liscannor, Lisdoonvarna, Lisseycasey, Meelick, Milltown Malbay, Mountshannon, Mullagh, Murroogh, Newmarket-on-Fergus, O'Brien's Bridge, O'Callaghans Mills, Parteen, Quilty, Quin, Ruan, Scarriff, Sixmilebridge, Spancill Hill, Spanish Point, Tuamgraney, Tulla a Whitegate.
Mezi oblasti patří Ardsallis, Ballaghline, Burren, Coolmeen, Deer Island, Drumcliff, Inis Cathaig, Ogonnelloe a Tullig.